# Maison du Lévrier
La Maison du Lévrier (Burgerhuis De Hazewind en néerlandais) est un édifice de style Renaissance situé au centre de la ville de Gand, dans la province de Flandre-Orientale en Belgique.
Sa façade est ornée des portraits de quatre ducs de Bourgogne et de quatre Habsbourgs et présente par là une forte ressemblance avec la Maison des Têtes couronnées (Huis der Gekroonde Hoofden).

## Localisation
La Maison du Lévrier se dresse au numéro 24 de la rue Langemunt, une rue qui court parallèlement à la Lys et qui relie la place du Marché au Blé (Korenmarkt) et la place du Marché du Vendredi (Vrijdagmarkt).

## Historique
La maison a été érigée vers 1570 en style Renaissance et a été restaurée en 1893 par E. Janssens.
L'édifice est répertorié comme patrimoine architectural depuis le 14 septembre 2009 et figure à l'inventaire du patrimoine immobilier de la Région flamande sous la référence 25296.

## Architecture
La Maison du Lévrier possède une façade de quatre travées édifiée en pierre de Balegem (grès lédien) qui présente certaines similitudes avec celle de la Maison des Têtes couronnées.
Elle compte trois niveaux plus un pignon, séparés par des cordons de pierre. Le rez-de-chaussée, qui était déjà altéré au XVIIIe siècle, est mutilé par une devanture commerciale.
Le premier étage est percé de petites fenêtres carrées à meneau de bois, tandis que le deuxième étage est agrémenté de quatre grandes fenêtres à croisée de pierre.
La façade se termine par un pignon à volutes agrémenté d'ancres de façade et des blasons de la Flandre, de la Bourgogne et de l'Autriche. Ce pignon, percé de deux petites fenêtres à meneau de pierre, est sommé d'un minuscule fronton triangulaire portant une boule de pierre.
Mais la plus grande ressemblance avec la Maison des Têtes couronnées est due aux tympans des arcs cintrés qui surmontent les fenêtres et sont ornés des portraits et des initiales de quatre ducs de Bourgogne et de quatre Habsbourgs, soit les mêmes portraits que les deux rangs inférieurs de la Maison des Têtes couronnées.
On trouve ainsi de haut en bas et de gauche à droite :
- ducs de Bourgogne : Philippe le Hardi, Jean sans Peur, Philippe le Bon et Charles le Téméraire
- Maison de Habsbourg : Maximilien Ier (empereur du Saint-Empire), Philippe le Beau, Charles Quint et Philippe II

Portraits des ducs de Bourgogne
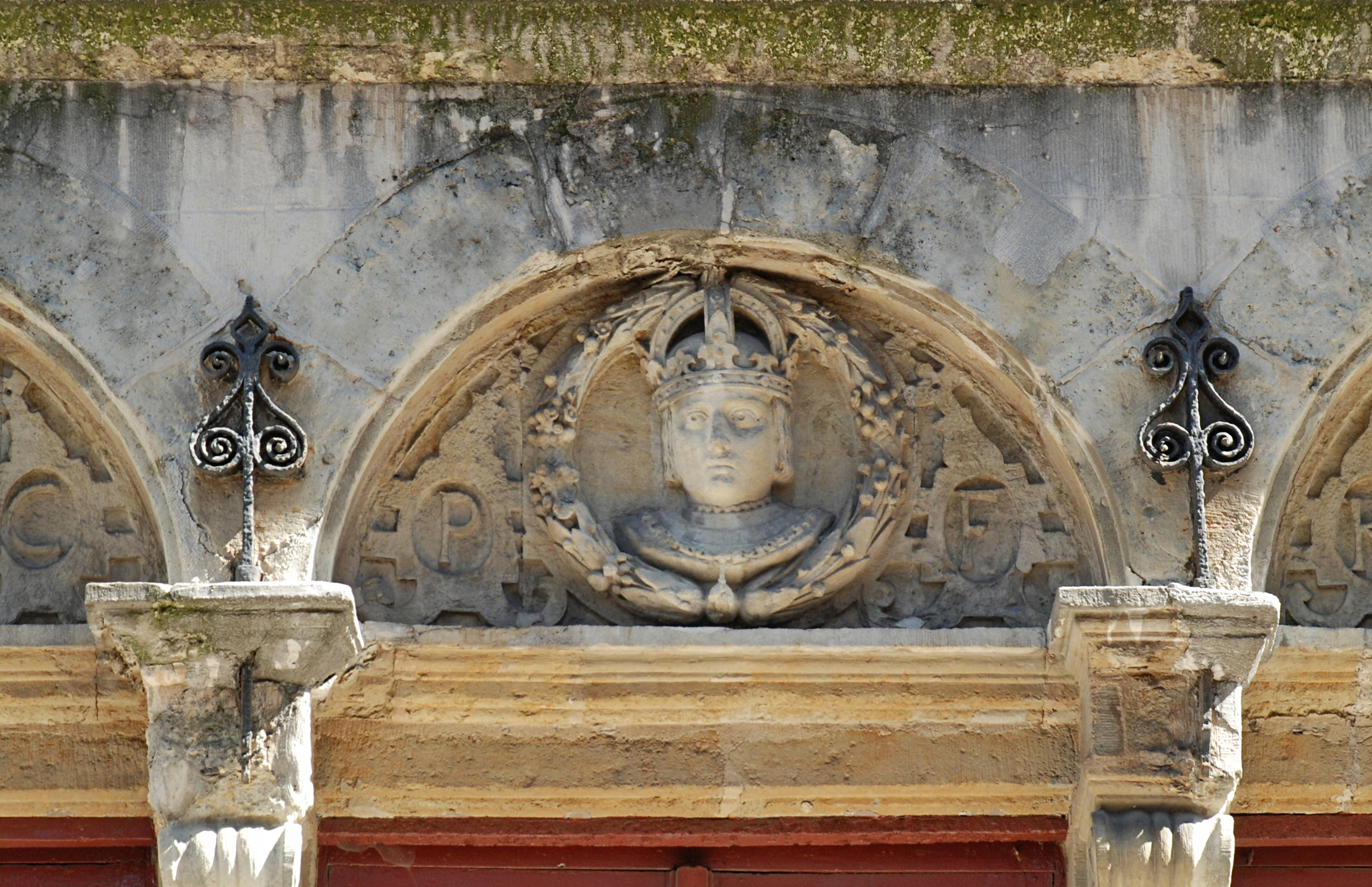
Philippe le Beau.
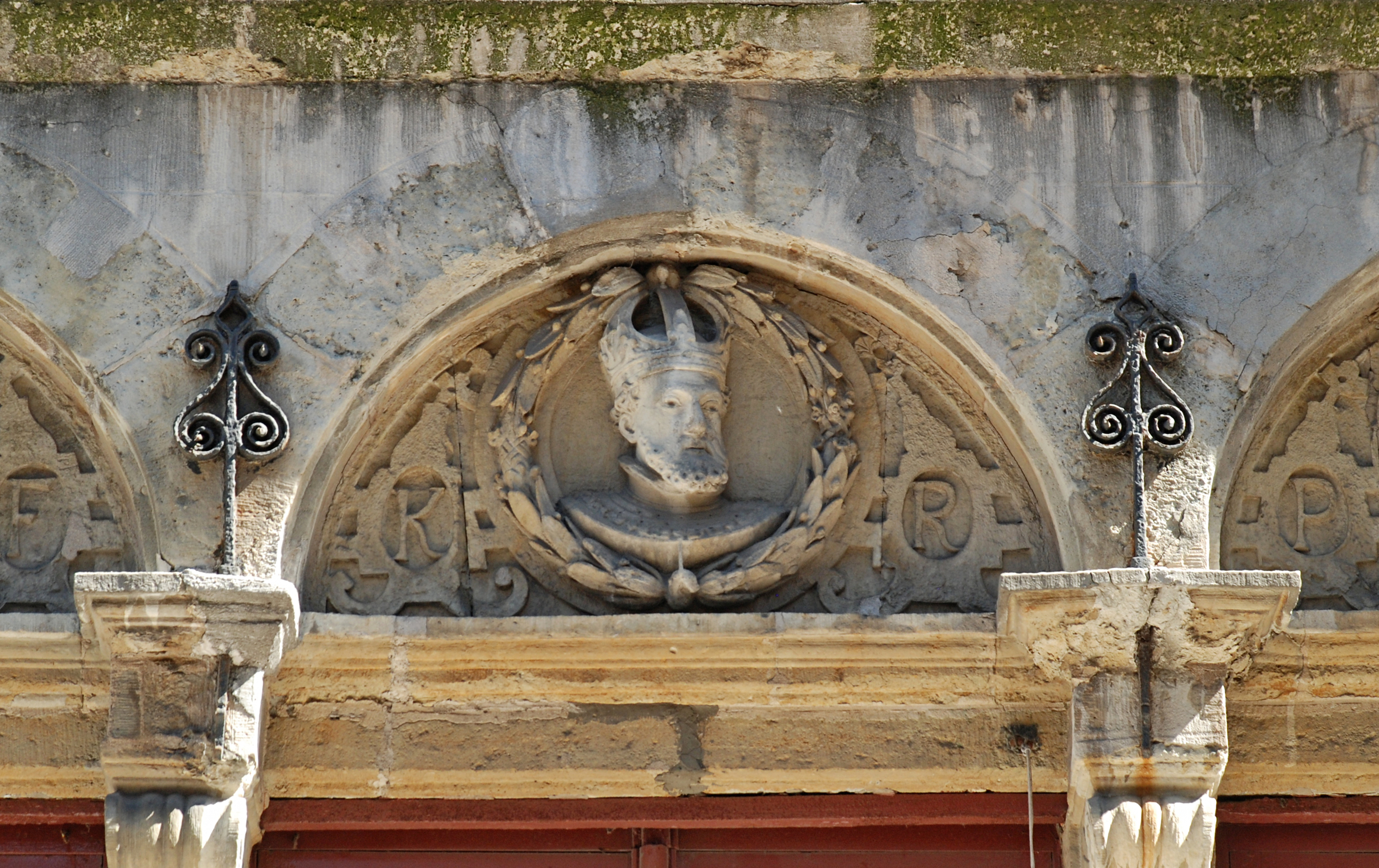
Charles Quint.